# Мечев, Мюд Мариевич
Мюд Мари́евич Ме́чев (31 августа 1929, Москва — 27 сентября 2018, Москва) — российский художник-график, иллюстратор, пейзажист, народный художник Российской Федерации (2000), член Российской академии художеств (2004).

## Биография
Родился в семье учительницы Марии Мечевой и художника Константина Пантелеева-Киреева (1891—1946). Родители назвали мальчика Мюдом в честь праздника — Международного юношеского дня, а матчество и фамилию дали в честь мамы как дань популярной в те годы женской эмансипации. В 1936 году отец был репрессирован и осуждён.
В 1946—1949 годах учился в Московском высшем художественно-промышленном училище. В 1949 году, будучи студентом училища, занял III место во всесоюзном конкурсе на иллюстрации к карело-финскому эпосу «Калевала».
После окончания училища приехал в Карело-Финскую ССР, жил под Петрозаводском, в местечке Соломенное. В эти годы художник продолжил иллюстрирование эпоса «Калевала». К 1956 году им создано более 200 акварелей и рисунков тушью, в петрозаводском издательстве «Карелия» вышла первая книга с иллюстрациями художника. Природа русского севера с той поры становится одной из основных тем в творчестве художника. В 1957 году принят в члены Союза художников СССР, ему присвоено звание заслуженного деятеля искусств Карельской АССР.
В 1963 году вернулся в Москву, где продолжил работу по иллюстрированию «Калевалы». В 1978 году за графическое иллюстрирование «Калевалы» получил Государственную премию РСФСР имени И. Е. Репина с вручением медали Академии художеств СССР, правительство Финляндии наградило Орденом Белой розы и серебряной медалью Элиаса Лённрота.
В 1975—1990 годах создал более 400 гравюр к «Повести временных лет». В 1994 году «Повесть временных лет» с гравюрами Мечева впервые издается в Финляндии под названием «Хроника Нестора».
С 1990-х годов работал над иллюстрированием книг Нового Завета. В 1993 году награждён Иоанном-Павлом II серебряной медалью римского понтификата «За гуманизм и достижения в искусстве».
Скончался 27 сентября 2018 года в Москве. По завещанию его прах захоронен 5 октября 2018 года на сельском кладбище острова Кижи в Карелии.
Работы Мечева находятся в Третьяковской галерее, Государственном музейно-выставочном центре «РОСИЗО», Музее изобразительных искусств Республики Карелия, Государственном Кремлёвском дворце, Российском Фонде культуры, в собрании Библиотеки Конгресса США, Ватиканской апостольской библиотеке, собрании Национального банка Финляндии, в частных коллекциях и собраниях в России и за рубежом.

## Семья
Супруга — Ольга Васильевна Хлопина.

## Выставки
- 1949 год. Выставка эскизов на темы «Калевалы»: 10 работ. Петрозаводск.
- 1957 год. Всесоюзная художественная выставка. Иллюстрации к эпосу «Калевала»: 8 работ. Москва. Выставка произведений художников РСФСР. Иллюстрации к эпосу «Калевала»: 14 работ. Москва.
- 1958 год. Выставка произведений искусства социалистических стран. «Вяйнемейнен с луком». Москва. Выставка произведений молодых художников: 19 новых работ цикла «Путешествие по Карелии». Петрозаводск. Общее количество станковых графических работ на темы «Калевалы», созданных в 1949—1959 годах — 230.
- 1959 год. Декада карельского искусства и литературы в Москве: 20 работ.
- 1961 год. Всесоюзная художественная выставка. Серия «Карелия»: 3 работы. Серия «Север»: 10 работ. Москва. Выставка произведений художников-маринистов РСФСР: 8 работ. Москва — Калининград.
- 1962 год. Всесоюзная выставка произведений молодых художников: 6 работ. Москва
- 1964 год. Зональная тематическая выставка «Советский Север»: 28 работ. Архангельск. Республиканская художественная выставка. Из иллюстраций к книге «Карелия»: 5 работ. Петрозаводск.
- 1965 год. Вторая республиканская выставка «Советская Россия»: 12 работ. Москва.
- 1966 год. Выставка акварели советских художников: 3 работы. Братислава — Москва.
- 1967 год. Третья республиканская художественная выставка «Советская Россия»: 11 работ. Москва. Всесоюзная юбилейная художественная выставка «50 лет Советской власти». Из серии «Карельские эпически песни»: 6 работ. Москва. Общее количество станковых работ на темы «Север», «Карелия», «Белые ночи Карелии», «Вечерний город», «В порту», «Карельские эпические песни», созданных в 1959—1966 годах, — 160.
- 1970 год. Всесоюзная выставка художников книги. Гравюра на пластике на темы «Калевалы»: 30 работ.
- 1971 год. Персональная выставка в Витраске (Финляндия). Гравюра на пластике на темы «Калевалы»: 120 работ.
- 1975 год. Групповая выставка в залах Академии художеств СССР: 100 работ. Москва. Всесоюзная художественная выставка «Советская Россия». Серия «Сети»: 5 работ.
- 1976 год. Персональная выставка (совместно с Л. Ф. Ланкиненым) в Музее изобразительных искусств Карельской АССР: 150 работ. Петрозаводск.
- 1980 год. Персональная выставка в Кайяни (Финляндия). Иллюстрации к «Калевале»: 100 работ. Общее количество иллюстраций — гравюра на пластике — к эпосу «Калевала», созданных в 1967—1974 годах, — более 300 работ. Общее количество станковых работ — 80. Серии: «Сети», «Зима на Бараньем Берегу», «Италия», «Зимний Ленинград», «Карельские деревни». Персональная выставка в Хельсинки (организатор — Фонд Рантанена): 53 работы — гравюры к «Калевале» и станковые графические работы. V зональная выставка художников «Советский Север»: 15 работ. Сыктывкар.
- 1984 год. Юбилейная персональная выставка, посвященная 35-летию творческой деятельности в Музее изобразительных искусств Карельской АССР: 400 работ. Петрозаводск.
- 1985 год. Персональная выставка в Турку (Финляндия): 60 работ.
- 1986 год. Персональная выставка в Праге (Чехословакия): 30 работ. Персональная выставка в Райсио (Финляндия), организатор — Фонд Рантанена: 60 гравюр на пластике — иллюстрации к «Повести временных лет».
- 1987 год. Персональная выставка в Доме советской культуры и науки в Хельсинки (Финляндия): 150 работ. Персональная выставка в Музее изобразительных искусств (Выборг): 250 работ.
- 1988 год. Выставка «О, Русская земля!» (совместно с А. Калашниковым и А. Шмариновым) в филиале Государственного исторического музея «Новодевичий монастырь»: 150 гравюр к «Повести временных лет». Выставка в Братиславе (Чехословакия).
- 1990 год. Персональная выставка в Кайяни (Финляндия): 200 станковых графических работ и гравюр на темы «Калевалы» и «Повести временных лет». За период 1975—1990 годов создано более 300 гравюр на пластике и иллюстраций к «Повести временных лет».
- 1991 год. XVII выставка произведений членов Академии художеств СССР. Триптих «Поздняя осень на Бараньем берегу», Москва.
- 1992 год. Персональная выставка в Доме российской науки и культуры в Хельсинки (Финляндия): 55 работ. Серии: «Озера», «Исторический рисунок», «Лес, скалы, вода».
- 1993 год. Выставка русских художников в Новой Зеландии: 4 работы. Персональная выставка в Лондоне (Великобритания): 120 гравюр к «Повести временных лет».
- 1994 год. Персональная выставка в Обществе «Финляндия — Россия»: 45 станковых работ. Серии: «Прекрасная Финляндия», «Краски Севера».
- 1995 год. Персональная выставка в Доме Дружбы в Москве: 40 станковых работ. Серия «Норвежские мотивы» и гравюры к «Повести временных лет».
- 1996 год. Персональная выставка в Пююсаари (Финляндия): 40 станковых работ. Серия «Четыре времени года», Персональная выставка в Лаапенранта (Финляндия): 36 работ. Серии: «Прекрасная Финляндия», «Озера Финляндии», «Северный край».
- 1997 год. Персональная выставка в Сааристониеми (Финляндия): 50 станковых работ. Серии: «Вороны», «Зимний лес», «Северная природа». Персональная выставка в посольстве ФРГ в России: 58 работ. Серии: «Москва», «Венеция», «Окна», «Европейские столицы», гравюры к «Повести временных лет». Персональная выставка в Какслаутанен (Финляндия): 35 работ. Серия «Любимая Лапландия». XIX выставка произведений членов Российской Академии художеств: 12 работ, карандашный рисунок на темы Евангелия. 1998 г. Персональная выставка в Красных Палатах в Москве: 20 станковых работ из серии «Москва».
- 1999 год. Выставка московских художников: 14 работ, карандашный рисунок на тему Евангелия. Выставка «Россия-8»: 20 работ, карандашный рисунок на тему Евангелия. Выставка в залах Российской Академии художеств, посвященная 200-летию со дня рождения А. С. Пушкина: 3 работы. Выставка «Белое и черное» в Райсио (Финляндия): 25 карандашных рисунков на тему Евангелия. Персональная выставка в Российском Доме науки и культуры в Хельсинки «Мир Калевалы»: 78 работ. Персональная выставка «Рисунки на тему Евангелия» в Государственном институте искусствознания (Москва).
- 2000 год. Персональная выставка в залах Российской Академии художеств: 400 работ. Выставка Фонда Ээро Рантанена в Райсио (Финляндия): 30 работ на темы «Калевалы». Персональная выставка в Райсио «Вечерние огни»: 30 новых работ (пастель, гуашь, масло).
- 2001 год. Выставка «Императорская Российская Академия художеств»: 20 карандашных рисунков на темы Евангелия; 3 работы из серии «Италия». Выставка в Липери (Финляндия): 22 работы (гуашь, рисунок, пастель, масло). Персональная выставка в Государственном музее-заповеднике «Куликово поле»: 80 гравюр к «Повести временных лет». Персональная выставка в ГРДБ (Москва): 40 работ к «Повести временных лет». Персональная выставка в Москве в галерее «Кросна»: 23 новые работы (масло, гуашь, пастель, темпера). Выставка Музея изобразительных искусств Республики Карелии в рамках программы «Золотое кольцо» России: 6 работ.
- 2002 год. Выставка Фонда Ээро Рантанена в Райсио (Финляндия): 5 работ (гуашь, пастель), 20 работ к «Калевале». Персональная выставка в ателье художника в Карелии: 37 новых работ (масло, гуашь, пастель). Выставка «Искусство Советской России» в Хельсинки: 10 работ (гуашь, тушь, акварель, пастель). Персональная выставка в Хельсинки: 34 новые работы (масло, пастель, гуашь).
- 2003 год. Персональная выставка в Райсио: 38 работ. Выставка художников книги (Москва): 20 карандашных рисунков на темы Евангелия, созданных в 1998—2002 годах. Персональная выставка в Чугуеве (Украина), в мемориальном музее И. Е. Репина: 26 гравюр к «Повести временных лет». Выставка и творческая встреча в Музее изобразительных искусств Республики Карелия: 20 новых работ на темы Евангелия и 8 новых работ, посвященных Карелии. Выставка «Рождественские встречи» (Хельсинки): 6 работ (масло, пастель).
- 2004 год. Персональная выставка в Киркконумми (Финляндия): 27 работ. Выставка "Художники России — эпосу «Калевала» в Ханты-Мансийске: 6 работ. Персональная выставка в ГРДБ «Любимые страны: Карелия, Финляндия, Италия»: 24 работы. Выставка «Русский реализм» в Хельсинки: 6 работ. Выставка в Липери (Финляндия): 18 работ. Персональная выставка в посольстве Финляндии в Москве «Финляндия — Карелия»: 33 работы. Персональная выставка в Петрозаводске, в Музее изобразительных искусств Республики Карелии — «Сто новых работ». За период 1991—2004 годов создано более 700 карандашных рисунков к четырём каноническим Евангелиям.
- 2005 год. Персональная выставка в Российской Академии художеств (Москва) «Мир Евангелия». Выставка «В мире древних рун» в Музее изобразительных искусств Республики Карелия. Персональная выставка «Сияние света» в РАО ЕЭС России. Выставка книжной графики в ЦДХ (Москва).
- 2005 год. Выставка «Хроника летописца» в Тульской областной универсальной научной библиотеке — 100 гравюр к «Повести временных лет».
- 2006 год. Персональная выставка в Обнинске: 63 работы. Персональная выставка в Вильнюсе — станковые работы на тему Евангелия. Персональная выставка в Хельсинки «Маленькие картины».
- 2006 год. Выставка «Хроника летописца» в Ярославском музее-заповеднике.
- 2007 год. Международная выставка «Традиции и современность».
- 2011 год. Выставка «Путь художника» в Российской академии художеств.

## Награды
- 1957 — Заслуженный деятель искусств Карельской АССР
- 1965 — Заслуженный художник РСФСР
- 1978 — Государственная премия РСФСР имени И. Е. Репина
- 1988 — член-корреспондент Академии художеств СССР
- 2000 — Народный художник Российской Федерации
- 2004 — Действительный член Российской академии художеств
- 2009 — Почётный гражданин Республики Карелия
- Рыцарский крест I класса ордена Белой розы Финляндии

## Сочинения
- Мечев М. М. Портрет героя. — Петрозаводск, 1989